# Calleupalamus olsoufieffi
Calleupalamus olsoufieffi là một loài tò vò trong họ Ichneumonidae.